# Klovn (arketypisk)
 For alternative betydninger, se Klovn (flertydig). (Se også artikler, som begynder med Klovn)
Klovnen som arketypisk figur fremstillet i komedie- farce- eller romanform er et sindbillede på alle verdens skæve og mislykkede eksistenser og forener i sig på en gang det tragiske, det latterlige, det rørende og det ophøjede. Cervantes' roman Don Quixote er romanlitteraturens klovn par excellence.
| Fiktion | Spire Denne artikel om en historie eller noget fiktivt er en spire som bør udbygges. Du er velkommen til at hjælpe Wikipedia ved at udvide den. |